# Aphaniosoma sexlineatum
Aphaniosoma sexlineatum är en tvåvingeart som beskrevs av Gabriel Strobl 1906. Aphaniosoma sexlineatum ingår i släktet Aphaniosoma och familjen gulflugor.
Artens utbredningsområde är Spanien. Inga underarter finns listade i Catalogue of Life.